# Андре Гигант
Андре́ Рене́ Русимов (фр. André René Roussimoff, 19 мая 1946, Куломье — 28 января 1993, VIII округ Парижа), более известный как Андре́ Гига́нт (англ. André the Giant) — французский рестлер и актёр болгарско-польского происхождения. Наибольшую известность ему принесли выступления в промоушене World Wide Wrestling Federation/World Wrestling Federation (WWWF/WWF, ныне WWE) с 1973 по 1991 год.
Рост Русимова превышал 220 см, что было результатом гигантизма, вызванного избытком гормона роста, что позже привело к акромегалии. Из-за физических данных его называли «Восьмым чудом света». На протяжении 1970-х и начала 1980-х годов он пользовался успехом как любимец фанатов. Во время рестлинг-бума 1980-х годов он работал в паре с менеджером Бобби Хинаном и враждовал с Халком Хоганом. В 1987 году они стали хедлайнерами WrestleMania III, а в 1988 году в первом эпизоде шоу The Main Event он победил Хогана и выиграл титул чемпиона мира WWF в тяжёлом весе, своё единственное мировое чемпионство. Он также один раз (вместе с Хаку) выиграл титул командных чемпионов WWF. После завершения карьеры в WWF после WrestleMania VI в 1990 году, Русимов выступал в All Japan Pro-Wrestling, обычно вместе с Гигантом Бабой.
За пределами рестлинга он был наиболее известен по роли великана Феззика в фильме «Принцесса-невеста» 1987 года. После смерти в 1993 году Русимов стал первым членом Зала славы WWF. Позже он стал членом Зала славы Wrestling Observer Newsletter и Зала славы рестлинга; последний описывает его как «одну из самых узнаваемых фигур в мире: как рестлер и как икона поп-культуры».

## Ранняя жизнь
Андре Рене Русимов родился 19 мая 1946 года в Куломье, Сена и Марна, Франция, сын иммигрантов Бориса Русимова и Марианн Русимовой Стоевой, его отец был болгарином, а мать — полькой. У него было два старших и два младших брата. В детстве его называли Деде. При рождении Андре весил 6 кг, а в детстве у него очень рано проявились симптомы гигантизма: он был на голову выше других детей, с аномально длинными руками. В телевизионном интервью 1970-х годов Русимов заявил, что рост его матери — 157 см, отца — 187 см, а его дед, по словам отца, был ростом 233 см. К 12 годам рост Андре составлял 191 см.
Русимов был средним учеником, хотя и имел успехи в математике. Закончил обучение в 14 лет, поскольку не считал высшее образование необходимым для сельскохозяйственного рабочего, и начал работать. Вопреки распространённой легенде, он не бросил школу, поскольку обязательное образование во Франции в то время заканчивалось в 14 лет.
Русимов провёл годы, работая на ферме своего отца в Мольене, где, по словам его брата Жака, он мог выполнять работу за трёх человек. Он также прошёл курс обучения деревообработке, а затем работал на фабрике по производству двигателей для пресс-подборщиков сена. Однако ни одна из этих работ не принесла ему удовлетворения. В 1950-х годах, ирландский драматург Сэмюэл Беккет был одним из нескольких взрослых, которые иногда подвозили местных детей в школу, включая Андре и его братьев. У них было удивительно много общего, их объединяла любовь к крикету, причём Русимов вспоминал, что они редко говорили о чём-то другом.

## Карьера в рестлинге

### Ранняя карьера (1964—1973)

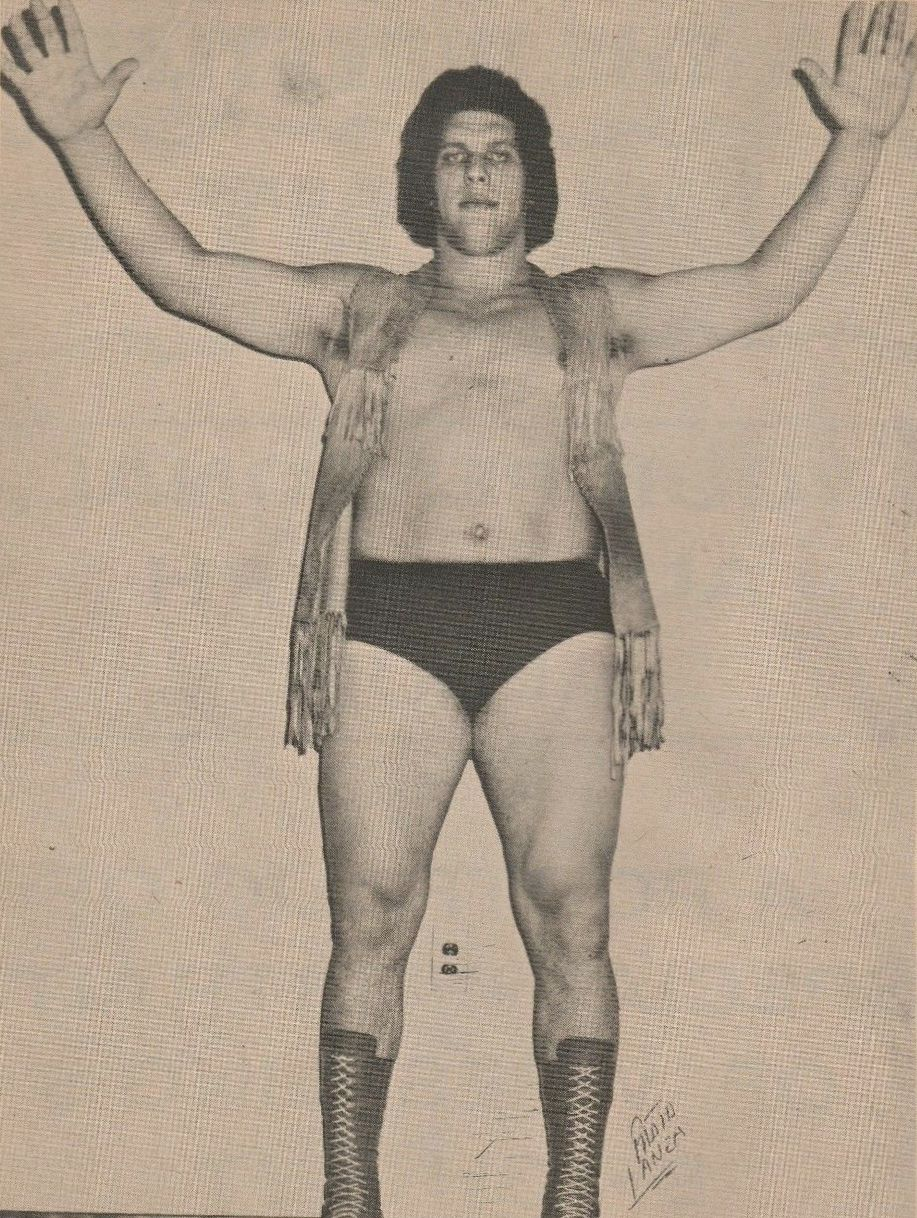
Андре Гигант в начале 1970-х

В возрасте 18 лет Русимов переехал в Париж и обучался рестлингу у местного промоутера Робера Лагеата, который почувствовал потенциал заработка на размерах Русимова. Он тренировался по ночам, а днём работал грузчиком, чтобы оплачивать расходы на жизнь. Русимов получил имя Жеан Ферре, основанное на пикардийском народном герое Гран Ферре, и начал выступать в Париже и близлежащих районах. Канадский промоутер и рестлер Франк Валуа познакомился с Русимовым в 1966 году, а спустя годы стал его бизнес-менеджером и советником. Русимов начал делать себе имя, занимаясь рестлингом в Великобритании, Германии, Австралии, Новой Зеландии и Африке.
В 1970 году он дебютировал в Японии в International Wrestling Enterprise под именем Монстр Русимов. Выступая как в одиночном разряде, так и в командном, он быстро стал чемпионом компании в командных боях вместе с Майклом Надором. Во время пребывания в Японии врачи впервые сообщили Русимову, что он страдает акромегалией.
В 1971 году Русимов переехал в Монреаль, Канада, где сразу же стал успешным, регулярно заполняя «Монреаль-Форум». Однако в конце концов у промоутеров закончились подходящие соперники для него, и по мере того, как эффект новизны от его размеров иссяк, сборы сокращались. В 1971 году много раз выступал в American Wrestling Association (AWA) Верна Ганье в качестве специального аттракциона, пока Валуа не обратился к Винсу Макмэну-старшему, основателю World Wide Wrestling Federation (WWWF), за советом. Макмэн предложил несколько изменений. Он считал, что Русимова следует изображать большим, неподвижным монстром, а чтобы усилить восприятие его размеров, Макмэн не рекомендовал Русимову выполнять дропкики (хотя он был способен выполнять такие приёмы до ухудшения здоровья в более позднем возрасте). Он также начал называть Русимова Андре Гигантом и составил график с интенсивными поездками, одалживая его рестлинг-компаниям по всему миру, чтобы не допустить его чрезмерной популярности в каком-либо регионе. Промоутеры должны были гарантировать Русимову определённую сумму денег, а также выплачивать гонорар Макмэну.

### World Wide Wrestling Federation/World Wrestling Federation (1973—1991)

#### Победная серия (1973—1986)
24 марта 1973 года Русимов дебютировал в World Wide Wrestling Federation (позднее World Wrestling Federation) в качестве любимца фанатов, победив Франка Валуа и Булла Пометти в матче с гандикапом в Филадельфии. Через два дня он дебютировал в нью-йоркском «Мэдисон-сквер-гардене», победив Бадди Вулфа.
Русимов был одним из самых любимых положительных персонажей рестлинга на протяжении 1970-х и начала 1980-х годов. Горилла Монсун часто заявлял, что до WrestleMania III Русимов в течение 15 лет не терпел поражений ни удержанием, ни болевым. Однако он проигрывал в матчах за пределами WWF: удержанием Дону Лео Джонатану в Монреале в 1972 году, нокаутом Джерри Лоулеру в Мемфисе в 1975 году, ничьей с Бобо Бразилом в Детройте в 1976 году, Ронни Гарвином в Ноксвилле в 1978 году и Канеком в Мексике в 1984 году, и проигрыши болевым в Японии Стронгу Кобаяси в 1972 году и Антонио Иноки в 1986 году. У него также были шестидесятиминутные ничьи с двумя главными чемпионами мира того времени, Харли Рейсом и Ником Боквинкелем.
В 1976 году Русимов сразился с боксёром Чаком Уэпнером в матче «боксёр против рестлера». Бой был показан по телевидению в андеркарде поединка Мухаммеда Али против Антонио Иноки и закончился тем, что Русимов перебросил Уэпнера через верхний канат за пределы ринга и победил по отсчёту.
В 1980 году он враждовал с Халком Хоганом, когда, в отличие от их более известных матчей в конце 1980-х годов, Хоган был злодеем, а Русимов — героем. Вражда продолжилась в Японии в 1982 и 1983 годах, когда их роли поменялись местами, и в ней также участвовал Антонио Иноки.
В 1982 году Винс Макмэн-старший продал World Wrestling Federation своему сыну, Винсу Макмэну-младшему. Поскольку Макмэн начал расширять приобретённую им организацию до национального уровня, он потребовал, чтобы его борцы выступали только у него. Макмэн подписал контракт с Русимовым на таких условиях в 1984 году, хотя он по-прежнему разрешал ему работать в Японии в New Japan Pro-Wrestling (NJPW).
В одном из поединков Русимов сразился с «Монгольским гигантом» Киллером Ханом. Согласно сюжетной линии, Хан сломал лодыжку Русимова во время матча 2 мая 1981 года в Рочестере, Нью-Йорк, спрыгнув с верхнего каната и обрушив на него удар коленом. На самом деле он сломал лодыжку, встав с кровати утром перед матчем. Травма и последующая реабилитация были включены в существующую сюжетную линию с Ханом. После пребывания в больнице в Бостоне, Русимов вернулся с мыслью о мести. Они сразились 20 июля 1981 года в «Мэдисон-сквер-гарден» в матче, закончившемся двойной дисквалификацией. Их вражда продолжалась, и фанаты заполняли арены по всему восточному побережью, чтобы увидеть их матчи. 14 ноября 1981 года в филадельфийском «Спектруме» он одержал убедительную победу над Ханом в матче, который был назван «Монгольским матчем с носилками», в котором проигравшего должны были унести в раздевалку на носилках. Такой же матч был проведён и в Торонто. В начале 1982 года они также провели серию матчей в Японии с Арнольдом Скааландом в углу Русимова.
В другой вражде участвовал человек, считавший себя «истинным гигантом» рестлинга — Большой Джон Стадд. На протяжении начала и середины 1980-х годов Русимов и Стадд дрались по всему миру, пытаясь определить, кто из них настоящий гигант рестлинга. В 1984 году Стадд вывел вражду на новый уровень, когда он и его партнёр Кен Патера нокаутировали Русимова во время телевизионного командного матча и отрезали ему волосы. Отомстив Патере, Русимов встретился со Стаддом в «соревновании бросков» на первой WrestleMania, которая состоялась 31 марта 1985 года в «Мэдисон-сквер-гарден» в Нью-Йорке. Русимов ударил Стадда, выиграв матч и получив приз в 15 000 долларов, а затем стал разбрасывать деньги фанатам, после чего менеджер Стадда Бобби «Мозг» Хинан отобрал у него сумку.
В следующем году на WrestleMania 2 7 апреля 1986 года Русимов продолжил демонстрировать своё превосходство, победив в матче Battle Royal двадцати человек, в которой участвовали лучшие звёзды Национальной футбольной лиги и рестлеры. Последним он выбросил Брета Харта.

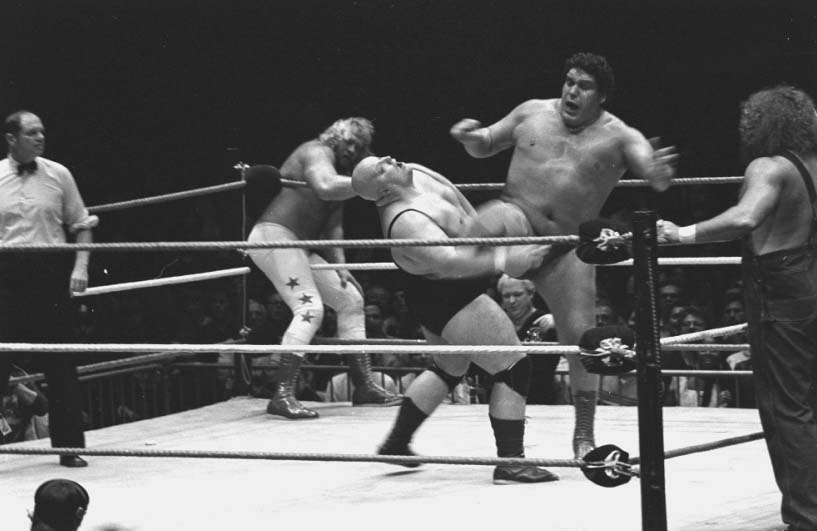
Андре Гигант и Хиллбилли Джим против Кинг-Конга Банди и Биг Джона Стадда в командном матче 21 октября 1985 года в «Мэдисон-сквер-гарден»

После WrestleMania 2 Русимов продолжил вражду со Стаддом и Кинг-Конгом Банди. Примерно в это время Русимов попросил отпуск, чтобы заняться своим здоровьем, так как последствия акромегалии начали сказываться, а также он хотел отправиться в турне по Японии. Он также был занят в фильме «Принцесса-невеста». Чтобы объяснить его отсутствие, была разработана сюжетная линия, в которой Хинан, предполагая, что Русимов втайне боится Стадда и Банди, которые, по словам Хинана, были непобедимы, предложил Русимову и выбранному им партнёру сразиться со Стаддом и Банди в телевизионном командном матче. Когда Русимов не явился, президент WWF Джек Танни отстранил его на неопределённый срок. Позже, летом 1986 года, после возвращения Русимова в США, он начал носить маску и выступать под именем Гигантская машина в группировке «Машины». Другими членами были Большая машина и Супермашина; Халк Хоган (как Халк-машина) и Родди Пайпер (как Пайпер-машина) также были одно время её членами. Телевизионные комментаторы WWF представляли «Машин» (образ был скопирован с персонажа New Japan Pro-Wrestling Супер сильной машины, которого играл японский рестлер Дзюндзи Хирата) как «новую команду из Японии» и утверждали, что не знают личности рестлеров, хотя для фанатов было очевидно, что это был Андре Гигант. Хинан, Стадд и Банди пожаловались Танни, который в итоге сказал Хинану, что если будет доказано, что Русимов и Гигантская Машина — одно и то же лицо, то Русимов будет уволен. Русимов мешал Хинану, Стадду и Банди на каждом шагу. Затем, в конце 1986 года, Гигантская Машина «исчезла», а Русимов был восстановлен в должности. Предвещая поворот Русимова в сторону хила, Хинан выразил своё одобрение восстановлению, но не объяснил почему.

#### Чемпион WWF и различные соперничества (1987—1989)

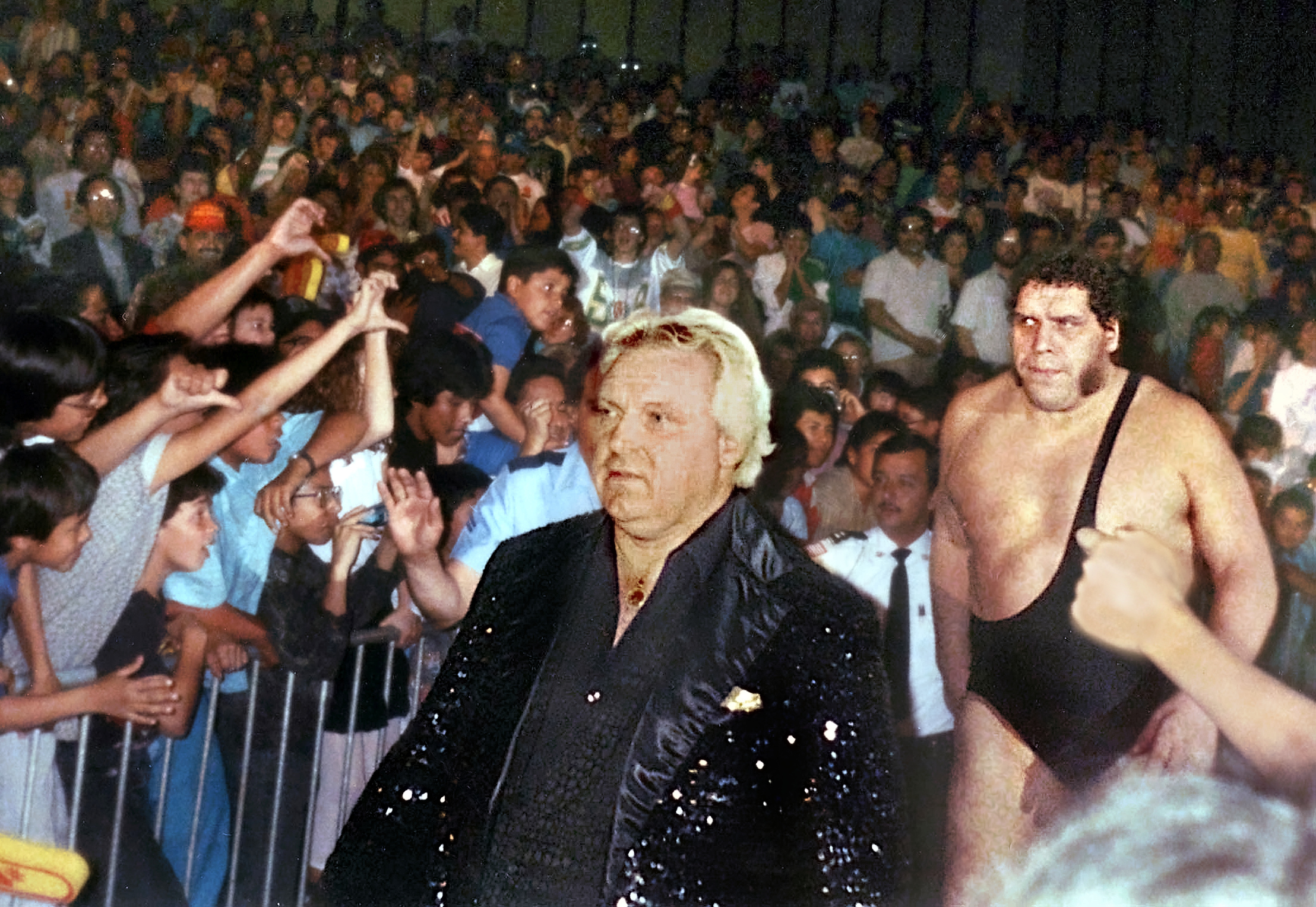
Русимов (справа) с Бобби Хинаном (на переднем плане) во время его вражды с Халком Хоганом

В начале 1987 года Русимов согласился стать хилом, чтобы противостоять самому большому фейсу в рестлинге того времени, Халку Хогану. На одном из выпусков Piper’s Pit в 1987 году Хогану вручили трофей за то, что он три года был чемпионом мира WWF в тяжёлом весе; Русимов вышел поздравить его и крепко пожал руку Хогану, чем очень удивил Халка. На следующей неделе в программе Piper’s Pit Русимову вручили чуть меньший трофей за то, что он «единственный непобеждённый рестлер в истории рестлинга». Хотя в WWF он потерпел несколько поражений нокаутом и дисквалификацией, его никогда удерживали и не заставляли сдаться на ринге WWF. Хоган вышел поздравить его и оказался в центре внимания интервью. Очевидно раздражённый, он вышел из кадра в середине речи Хогана. Была запланирована дискуссия между Русимовым и Хоганом, и на шоу Piper’s Pit, которая вышла в эфир 7 февраля 1987 года, эти двое встретились. Хоган был представлен первым, за ним последовал Русимов, которого вёл давний соперник Бобби Хинан.
Выступая от имени своего нового протеже, Хинан обвинил Хогана в том, что тот дружит с Русимовым только для того, чтобы ему не пришлось защищать свой титул против него. Хоган пытался вразумить Русимова, но его мольбы были проигнорированы, и он бросил Хогану вызов на матч за звание чемпиона мира WWF в тяжёлом весе на WrestleMania III. Хоган всё ещё не мог поверить в то, что делает Русимов, что заставило Хинана сказать: «Ты не можешь в это поверить, может быть, ты поверишь в это, Хоган», после чего Русимов сорвал с Хогана футболку и распятие, причём крест поцарапал грудь Хогана, вызвав кровотечение.
После того, как Хоган принял его вызов в одном из последующих выпусков Piper’s Pit, эти двое стали участниками матча Battle Royal 20 человек в выпуске Saturday Night’s Main Event X. Несмотря на то, что матч выиграл Геркулес, Русимов утверждал, что получил психологическое преимущество над Хоганом, когда перекинул чемпиона мира WWF в тяжёлом весе через верхний канат. Матч, который на самом деле был записан 21 февраля 1987 года, вышел в эфир всего за две недели до WrestleMania III.
На WrestleMania III его вес был заявлен как 520 фунтов (236 кг), и нагрузка такого огромного веса на кости и суставы приводила к постоянным болям. После недавней операции на спине он также носил корсет под своей борцовской экипировкой. На глазах у рекордной толпы Хоган выиграл матч после того, как провёл Русимову «бодислэм» (позже это прозвали «бодислэм, который услышал весь мир»). Спустя годы Хоган утверждал, что Русимов был настолько тяжёлым, что его вес был больше 320 кг (700 фунтов), и что он порвал мышцу широчайшую мышцу спины, когда бросил его.
Ещё один миф об этом матче заключается в том, что никто, даже владелец WWF Винс Макмэн, не знал до самого шоу, проиграет ли Русимов матч. В действительности он согласился проиграть матч за некоторое время до этого, в основном по состоянию здоровья. Вопреки распространённому мнению, это был не первый раз, когда Хоган провёл ему «бодислэм» в матче WWF. Ранее Хоган сделал это после их матча на Showdown at Shea 9 августа 1980 года, хотя Русимов в то время был несколько легче (около 210 кг) и атлетичнее. Хоган также повторил это в матче в Гамбурге, Пенсильвания, месяц спустя. Это произошло в территориальные времена американского рестлинга за три года до начала национальной экспансии WWF, поэтому многие из тех, кто смотрел WrestleMania III, никогда не видели этого. Ранее Русимов также позволял провести себе «бодислэм» Харли Рейсу, Эль Канеку и Стэну Хэнсену.
К моменту WrestleMania III WWF вышла на национальный уровень, что придало большее значение состоявшемуся тогда матчу Русимов-Хоган. Вражда между Русимовым и Хоганом затихла летом 1987 года, когда здоровье Русимова пошатнулось. Вражда снова начала разгораться, когда рестлеры были назначены капитанами противоборствующих команд на первом шоу Survivor Series. Во время их примерно минутного поединка Хоган доминировал над Русимовым и был на грани того, чтобы устранить его с ринга, но попал в ловушку напарников Андре (Банди и Сам себе банда) и выбыл от отсчёту. Русимов стал единственным выжившим в матче, удержав Бам Бам Бигелоу, после чего Хоган вернулся на ринг, напал на Андре и выбил его с ринга. Позже Русимов отомстил, когда после победы Хогана над Банди в матче на Saturday Night’s Main Event он подкрался сзади и начал душить Хогана до потери сознания, не отпуская его даже после того, как группа из семи рестлеров выбежала на ринг, чтобы попытаться оттащить его; потребовалось, чтобы Джим Дагган сломал кусок дерева о его спину, чтобы он отпустил его, после чего Хогана оттащили в безопасное место. Как и в случае с battle royal на SNME годом ранее, эта серия событий стала одной из составляющих, которая помогла повысить интерес к возможному матчу-реваншу Хогана и Русимова один на один, и создать впечатление, что Русимовым непременно одержит лёгкую победу, когда они встретятся.
Тем временем «Человек на миллион долларов» Тед Дибиаси не смог убедить Хогана продать ему титул чемпиона мира WWF в тяжёлом весе. Не сумев победить Хогана в последующей серии матчей, Дибиаси обратился к Русимову, чтобы тот выиграл его для него. В прошлом они с Дибиаси несколько раз объединялись, в том числе в Японии и в WWF в конце 1970-х и начале 1980-х годов, когда оба были фейсами, но это не было признано во время новой сюжетной линии. Предыдущее нападение и вступление Дибиаси в эту вражду подготовили матч-реванш Хоган-Русимов на The Main Event, который должен был состояться 5 февраля 1988 года в прямом эфире на NBC. Действуя в качестве наёмника, Русимов выиграл у Хогана титул чемпиона мира WWF в тяжёлом весе (его первый одиночный титул) в матче, в котором, как выяснилось позже, назначенный рефери Дэйв Хебнер был «задержан за кулисами», а его замена (которого, Хоган впоследствии обвинил в том, что ему заплатил Дибиаси за пластическую операцию, чтобы выглядеть как Дэйв, но оказалось, что это был его злой брат-близнец Эрл Хебнер) отсчитал три удара для Андрей, когда плечи Хогана оторвались от мата.
После победы Русимов «продал» титул Дибиаси; сделка была признана недействительной тогдашним президентом WWF Джеком Танни, и титул был объявлен вакантным. Это было показано в программе WWF на NBC The Main Event. На WrestleMania IV Андре Гигант и Халк Хоган сразились до двойной дисквалификации в матче за титул чемпиона WWF (по сюжету, Русимов снова работал на Дибиаси, чтобы дать ему более лёгкий путь в турнире). Вражда Андре и Хогана утихла после матча в стальной клетке, который состоялся на WrestleFest 31 июля 1988 года в Милуоки. Победителем стал Хоган.

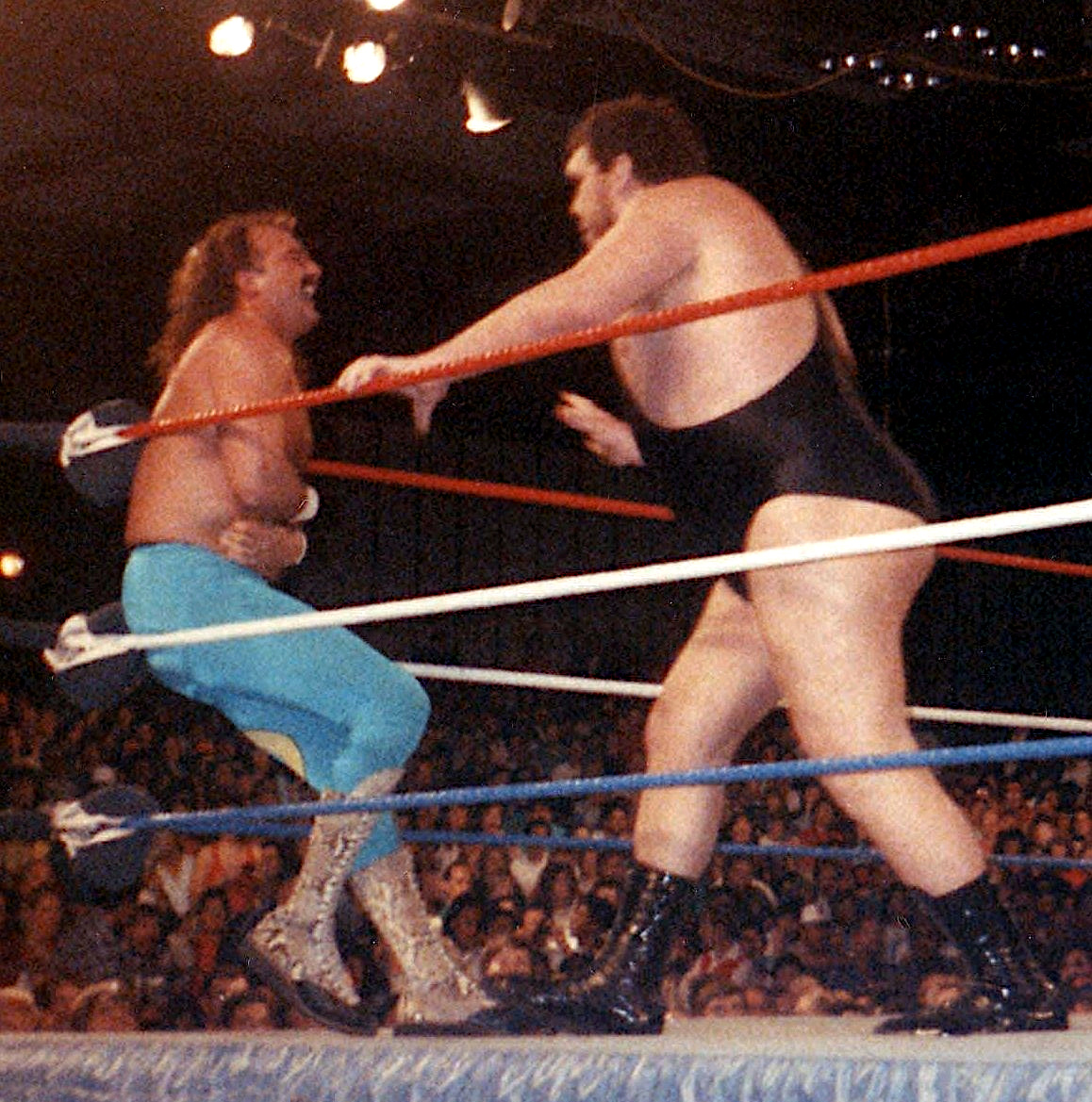
Вражда Русимова с Джейком Робертсом возникла из-за боязни Русимова змей

На первом в истории SummerSlam, проходившем в «Мэдисон-сквер-гарден», Русимова и Дибиаси (известные как «Мегабаксы») столкнулись в главном событии с Хоганом и чемпионом мира WWF в тяжёлом весе Рэнди Сэвиджем (известные как «Мегасилы»), а специальным приглашённым рефери был Джесси «Тело» Вентура. Во время матча менеджер «Мегасилы», Мисс Элизабет, отвлекла «Мегабаксов» и Вентуру, взобравшись на рампу ринга, сняв жёлтую юбку и показав красные трусики. Это позволило Хогану и Сэвиджу восстановить силы и в итоге выиграть матч, когда Хоган удержал Дибиаси. Сэвидж заставил Вентуру опустить руку для финального счёта «три», поскольку персонаж Вентуры исторически враждовал с Хоганом, и он не хотел засчитывать удержание.
Одновременно с развивающейся враждой с «Мегасилами», Русимов был втянут во вражду с Джимом Дагганом, которая началась после того, как Дагган нокаутировал Русимов бруском во время телевизионного эфира. Несмотря на популярность Даггана среди фанатов, Русимов регулярно одерживал верх в этой вражде.
Следующая крупная вражда Русимова была против Джейка «Змея» Робертса. В этой сюжетной линии говорилось, что Русимов боится змей, что Робертс продемонстрировал на Saturday Night’s Main Event, когда он бросил свою змею, Дэмиена, на испуганного Русимова; в результате тот получил лёгкий сердечный приступ и поклялся отомстить. В течение следующих нескольких недель Робертс часто выходил на ринг, неся свою змею в сумке, во время матчей Русимова, заставляя последнего в испуге убегать с ринга. На протяжении всей их вражды (кульминация которой пришлась на WrestleMania V) Робертс постоянно использовал Дэмиена, чтобы получить психологическое преимущество над гораздо более крупным и сильным противником.
В 1989 году Русимов и вернувшийся Большой Джон Стадд ненадолго возобновили свою вражду, начавшуюся на WrestleMania V, когда Стадд был рефери в матче с Робертсом, но на этот раз Стадд был фейсом, а Русимов — хилом. В конце лета и осенью 1989 года он участвовал в короткой вражде, состоявшей почти полностью из домашних шоу (нетелевизионных мероприятиях) и одного телематча на MSG Network 28 октября 1989 года с тогдашним интерконтинентальным чемпионом Последним воином. Молодой Воин, восходящая звезда WWF, регулярно побеждал стареющего Русимова.

#### Колоссальное соединение (1989—1990)
В конце 1989 года Русимов объединился с членом «Семьи Хинана» Хаку в новую команду под названием «Колоссальное соединение», чтобы заполнить пустоту, образовавшуюся после ухода Талли Бланшара и Арна Андерсона из WWF, а также для того, чтобы стареющий Русимов оставался в центре внимания. Его последним одиночным матчем был проигрыш Последнему воину за 20 секунд на домашнем шоу в Кейп-Джирардо, Миссури, 11 декабря 1989 года. «Колоссальное соединение» сразу же нацелилось на командных чемпионов WWF «Разрушение». На телевизионном шоу 13 декабря 1989 года «Колоссальное соединение» победило «Разрушение» и завоевало титулы. Русимов и Хаку успешно защищали свои титулы, в основном против «Разрушения», до WrestleMania VI 1 апреля 1990 года, когда «Разрушение», воспользовавшись неверным приёмом чемпионов, вернули себе пояса. После матча разъярённый Хинан обвинил Русимова в потере титула и, накричав на него, ударил его по лицу. Разгневанный Русимов ответил пощёчиной. Русимов также поймал удар Хаку, выбросив его с ринга, что вызвало поддержку Русимова и впервые с 1987 года сделало его фейсом. Из-за продолжающихся проблем со здоровьем Русимов не смог участвовать в матче на WrestleMania VI, и Хаку фактически провёл весь матч без его участия.
На телевизионных шоу после WrestleMania VI Бобби Хинан поклялся плюнуть в лицо Русимову, когда тот приползёт обратно в «Семью Хинан». Он ещё раз сразился с Хаку, объединившись для поединка с «Разрушением» на домашнем шоу в Гонолулу 10 апреля, Русимов был выбит с ринга, а «Соединение» проиграли по отсчёту. После матча Русимов и Хаку подрались друг с другом, что ознаменовало конец команды. Его последний матч в WWF в 1990 году состоялся на объединённом шоу WWF/All Japan/New Japan 13 апреля в Токио, Япония, когда он в команде с Гигантом Бабой победил «Разрушение» в матче без титула. Русимов выиграл, удержав Смэша.

#### Периодические появления (1990—1991)
Русимов вернулся зимой 1990 года, но не в World Wrestling Federation. Вместо этого Русимов дал интервью для начинающей Universal Wrestling Federation Херба Абрамса 11 октября в Реседе, Калифорния. Он выступил в интервью с Капитаном Лу Альбано и представил UWF. В следующем месяце 30 ноября на домашнем шоу в Майами, Флорида, WWF объявила о его возвращении в качестве участника «Королевской битвы» 1991 года (который должен был состояться в Майами, Флорида, два месяца спустя). Русимов также упоминался в качестве участника, но в итоге отказался от участия из-за травмы ноги.
Его возвращение в эфир состоялось на специальном выпуске WWF Super-Stars & Stripes Forever на канале USA Network 17 марта 1991 года, когда он вышел пожать руку Биг Босс Мену после стычки с Мистером Совершенство. На следующей неделе на WrestleMania VII он пришёл на помощь Биг Босс Мену в его матче против Мистера Совершенство. Русимов окончательно вернулся в строй 26 апреля 1991 года, в матче команд из шести человек, когда он в команде с «Рокерами» одержал победу над Мистером Фудзи и «Восточным экспрессом» на домашнем шоу в Белфасте, Северная Ирландия. 11 мая он участвовал в battle royal 17 человек на домашнем шоу в Детройте, которую выиграл Керри Фон Эрих. Это был последний матч Андре в WWF, хотя он участвовал в нескольких последующих сюжетных линиях. В его последней крупной сюжетной линии WWF после WrestleMania VII основные менеджеры-хилы (Бобби Хинан, Сенсационная Шерри, Слик и Мистер Фудзи) пытались завербовать Русимова один за другим, но получали отказ различными унизительными способами (например, Хинану раздавили руку, Шерри отшлёпали, Слика заперли в багажнике машины, которую он предлагал Русимову, а Мистер Фудзи получил пирогом по лицу). Наконец, Джимми Харт появился в прямом эфире шоу WWF Superstars, чтобы объявить, что он успешно подписал контракт с Русимовом на объединение в команду Землетрясением. Когда Джин Окерланд попросил подтвердить это, Русимов опроверг эти заявления. Это привело к тому, что Землетрясение напал на Русимова сзади (повредив ему колено). Джимми Харт позже отомстит за это унижение, тайно подписав Буксира и сформировав команду «Стихийные бедствия». Это привело к последнему крупному выступлению Русимова в WWF на SummerSlam 1991 года, где он поддержал «Бушвакеров» в их матче против «Бедствий». Русимов стоял на костылях у ринга, и после того, как «Бедствия» выиграли матч, они решили напасть на него, но «Легион судьбы» добрался до ринга и встал между ними и Гигантом, который готовился защищаться одним из своих костылей. «Бедствия» покинули сцену, так как их превосходили по численности «Легион», «Бушвакеры» и Русимов, который ударил костылём Землетрясение и Тайфуна (бывшего Буксира), когда они уходили. Его последнее выступление в WWF состоялось на домашнем шоу в Париже, Франция, 9 октября 1991 года. Он был в углу Дейви Бой Смита, когда он столкнулся с Землетрясением; Смит ударил Землетрясение костылём Русимова, что позволило ему победить.

### All Japan Pro Wrestling; Universal Wrestling Association (1990—1992)
После WrestleMania VI Русимов провёл остаток своей карьеры на ринге в All Japan Pro Wrestling (AJPW) и мексиканской Universal Wrestling Association (UWA), где выступал под именем Андре эль Гиганте. Он гастролировал с AJPW три раза в год с 1990 по 1992 год, обычно выступая в команде с Гигантом Бабой.
В 1991 году Русимов несколько раз выступал в Universal Wrestling Federation Херба Абрамса, враждуя с Большим Джоном Стаддом, но так и не провёл ни одного матча в промоушене.
В своём последнем выступлении на американском телевидении Андре появился на специальном шоу World Championship Wrestling (WCW) Clash of the Champions XX, которое транслировалось на канале TBS 2 сентября 1992 года, где он дал небольшое интервью. Во время того же мероприятия он появился вместе с Гордоном Солье и позже был замечен беседующим с ним во время гала-вечера, посвящённого 20-летию рестлинга на TBS.
В 1992 году он совершил своё последнее турне по Мексике, где участвовал в командном матче шести человек вместе с Бам Бам Бигелоу и различными звёздами луча либре, среди которых были Плохие новости Аллен и будущие чемпионы WWF Мик Фоли и Ёкодзуна. Русимов провёл свой последний тур с AJPW с октября по декабрь 1992 года; 4 декабря 1992 года он провёл последний матч в своей карьере, объединившись с Гигантом Бабой и Рашером Кимурой для победы над Харукой Айгеном, Масанобу Фути и Мотоси Окумой.

## Личная жизнь
Отец — Борис Русимов (1907—1993), уроженец села Рибарица, общины Тетевен, Ловечской области, Болгарии. Мать — Марианн Русимова Стоева (1910—1997), уроженка села Корытницы, Венгрувского повята, Мазовецкого воеводства, Царство Польское, Российская империя.
У Русимова есть одна дочь — Робин Кристенсен Русимов, которая родилась в 1979 году.
Русимов был упомянут в Книге рекордов Гиннесса 1974 года как самый высокооплачиваемый рестлер в истории на тот момент. За один год в начале 1970-х годов он заработал 400 000 долларов США.
Андре называли «величайшим пьяницей на Земле» за то, что он однажды выпил 119 бутылок пива по 350 мл (всего более 41 литра) за шесть часов. В эпизоде шоу WWE Legends of Wrestling Майк Грэм рассказал, что однажды Андре выпил 156 бутылок пива по 470 мл за один приём, что было подтверждено Дасти Роудсом. Невероятная Мула написала в своей автобиографии, что Андре выпил 127 бутылок пива в баре отеля в Питтсбурге, Пенсильвания, а затем уснул в холле. Персонал не смог его перенести и пришлось оставить его там, пока он не проснулся. Кэри Элвес в своей книге о создании «Принцессы-невесты» рассказал, что Андре упал на человека, когда был пьян, после чего полиция Нью-Йорка прикрепила к нему секретного офицера, который следил за Русимовым, когда он выходил выпивать в город. Существует городская легенда, связанная с операцией Русимова в 1987 году, когда из-за его размеров анестезиолог не смог определить дозировку стандартными методами, поэтому в качестве ориентира использовалась его толерантность к алкоголю.
Уильям Голдман, автор романа и сценария фильма «Принцесса-невеста», написал в своей нехудожественной книге «Где я соврал?», что Русимов был одним из самых мягких и щедрых людей, которых он когда-либо знал. Когда Русимов обедал с кем-то в ресторане, он обязательно оплачивал счёт, но он также настаивал на оплате, когда был гостем. Однажды, после того как Русимов посетил ужин с Арнольдом Шварценеггером и Уилтом Чемберленом, Шварценеггер спокойно отправился к кассе, чтобы заплатить, прежде чем это сделал Русимов, но затем Русимов и Чемберлен подняли его, вынесли из-за стола и положили сверху на его машину.
Русимов владел ранчо в Эллербе, Северная Каролина, за которым присматривали два его близких друга. Когда он не был в дороге, то любил проводить время на ранчо, где ухаживал за скотом, играл со своими собаками и развлекал друзей. Хотя в его доме были стулья, сделанные на заказ, и несколько других модификаций, рассказы о том, что все в его доме было сделано на заказ для огромного человека, преувеличены. Поскольку Русимов не мог спокойно ходить по магазинам из-за своей известности и размеров, он часами смотрел телемагазины и делал покупки там. Русимов увлекался карточными играми, в основном криббиджем.

## Смерть
Скончался 27 января 1993 года на 47-м году жизни во сне в гостиничном номере в Париже. Причиной смерти стала острая сердечная недостаточность. Он приехал в Париж на похороны отца.
Андре Гигант написал своё завещание в Нью-Йорке 30 октября 1990 года. В нём он указал, что его останки должны быть кремированы и «утилизированы». После его смерти в Париже семья намеревалась похоронить его возле отца. Когда они узнали о желании Андре быть кремированным, его тело было доставлено в США. Его прах был развеян на ранчо в Эллербе, Северная Каролина.

## Наследие
- Пол Уайт, более известный как Биг Шоу, схожий по структуре тела с Андре, первоначально, во время пребывания в WCW, был объявлен сыном Андре Гиганта. Как и Андре Гигант, Уайт имеет болезнь эндокринной системы — акромегалию. В начале 1990-х годах он перенёс успешную операцию на гипофизе, что остановило развитие этого заболевания.
- Знаменитый портрет, смотрящий с логотипа бренда OBEY — видоизменённый набросок, который Шепард Фэйри нарисовал, увидев в газете фотографию Андре Гиганта[73].
- Персонаж Andore из видеоигры Final Fight (он же Hugo из видеоигры Street Fighter) основан на Андре Гиганте.
- Начиная с 2014 года на главном шоу WWE — WrestleMania — проходит королевская битва памяти Андре Гиганта, победитель которой получает трофей с фигурой Андре. Обладателем трофея становились: Сезаро, Биг Шоу, Барон Корбин, Моджо Роули, Мэтт Харди, Брон Строумэн и Джей Усо[74].

## В рестлинге
- Завершающие приёмы
  - Double underhook suplex[75]
  - Elbow drop pin[76]
  - Kneeling belly to belly piledriver[77]
  - Sit-down splash[11]
  - Standing splash
- Коронные приёмы
  - Bearhug[11]
  - Big boot[11]
  - Body slam[11]
  - Chokehold[11]
  - Gorilla press slam
  - Head and neck rake
  - Headbutt[11]
  - Repeated hip attacks to a cornered opponent
  - Samoan drop
- Прозвища
  - «Восьмое чудо света»
  - «Титан»
  - «Недвижимый объект»

## Титулы и достижения
- Championship Wrestling from Florida
  - Командный чемпион Флориды NWA (1 раз) — с Дасти Роудсом
- International Pro Wrestling
  - Командный чемпион мира IWA (1 раз) — с Майклом Нейдером
- NWA Tri-State
  - Командный чемпион Соединённых Штатов NWA (Tri-State version) (1 раз) — с Дасти Роудсом
- New Japan Pro-Wrestling
  - International Wrestling Grand Prix (1985)
  - MSG League (1982)
  - MSG Tag League (1981) — c Рене Гуле
  - Sagawa Express Cup (1986)
  - Член «Клуба величайших 18-ти»
- Зал славы и музей рестлинга
  - С 2002 года
- Pro Wrestling Illustrated
  - Самый популярный рестлер года (1977, 1982)
  - Матч года (1981) против Убийцы Хана 2 мая
  - Матч года (1988) против Халка Хогана на The Main Event
  - Самый ненавистный рестлер года (1988)
  - Награда редакции PWI (1993)
- Stampede Wrestling
  - Зал славы Stampede Wrestling[78]
- World Championship Wrestling (Australia)
  - Командный чемпион Австро-Азиатских стран NWA (1 раз) — с Рональдом Миллером
- World Wrestling Federation
  - Чемпион мира WWF в тяжёлом весе (1 раз)
  - Командный чемпион WWF (1 раз) — с Хаку
  - Член Зала слава WWF (с 1993) — введён посмертно
  - WWE ставит его под № 8 в списке лучших рестлеров за всю историю[79]
- Wrestling Observer Newsletter
  - Вражда года (1981) против Убийцы Хана
  - Самый смущающий рестлер (1989)
  - Худшая вражда года (1984) против Большого Джона Стадда
  - Худшая вражда года (1989) против Последнего Воина
  - Худший матч года (1987) против Халка Хогана на «WrestleMania III»
  - Худший матч года (1989) против Последнего воина 31 октября
  - Худшая команда (1990, 1991) с Гигантом Бабой
  - Худший рестлер (1989, 1991, 1992)
  - Зал славы Wrestling Observer Newsletter (с 1996)

## Фильмография
| Год  |   | Русское название                    | Оригинальное название             | Роль               |
| ---- | - | ----------------------------------- | --------------------------------- | ------------------ |
| 1967 | ф | —                                   | Casse tête chinois pour le judoka | боец               |
| 1976 | с | Человек на шесть миллионов долларов | The Six Million Dollar Man        | бигфут             |
| 1979 | с | Б. Джей и Медведь                   | B. J. and the Bear                | Андре              |
| 1982 | с | Каскадёры                           | The Fall Guy                      | киллер Тайфун      |
| 1982 | с | —                                   | Les Brillant                      | Жан Пети           |
| 1983 | с | Величайший американский герой       | The Greatest American Hero        | монстр             |
| 1984 | ф | Конан-разрушитель                   | Conan the Destroyer               | Дагот              |
| 1985 | ф | Микки и Мод                         | Micki + Maude                     | в роли самого себя |
| 1987 | ф | Принцесса-невеста                   | The Princess Bride                | Феззик             |
| 1991 | с | Зорро                               | Zorro                             | Нестор Варгас      |
| 1994 | ф | Ищу маму                            | Trading Mom                       | цирковой великан   |